# Ipeľské hony
Ipeľské hony je přírodní rezervace v oblasti Štiavnické vrchy.
Nachází se v katastrálním území obce Ipeľské Predmostie v okrese Veľký Krtíš v Banskobystrickém kraji. Území bylo vyhlášeno či novelizováno v roce 1998 na rozloze 29,3908 ha. Ochranné pásmo nebylo stanoveno.